# Kanton (atol)
Kanton (ook gespeld als Canton; Engels: Kanton Island; ook Abariringa) is het grootste, enige bewoonde en noordelijkste atol van de Phoenixeilanden in de Oceanische republiek Kiribati.
Het atol bestaat uit twee eilanden en telt 24 inwoners (2010). Op het grootste eiland ligt de enige nederzetting in het atol, Tebaronga, en de Luchthaven Kanton Island, die niet voor commerciële vluchten wordt gebruikt.